# Josefina Huamán
María Josefina Huamán Valladares (Jauja, 19 de marzo de 1947), más conocida como Pina Huamán, es una socióloga y política peruana especialista en desarrollo, pobreza y políticas sociales. Investigadora y dirigente de organizaciones no gubernamentales de larga data en el Perú, Huamán fue compañera de fórmula de Javier Diez Canseco como candidata a la primera vicepresidencia del Perú en las elecciones del 2006. 

## Biografía
Es licenciada en Sociología con estudios de posgrado en Ciencias Sociales por la Pontificia Universidad Católica del Perú. En 1979 participó en la fundación de la ONG Alternativa - Centro de Investigación Social y Educación Popular (CISEP), ubicado en el Cono Norte de Lima, siendo su directora por más de 20 años. 
En noviembre de 1986, Huamán integró, en representación de las organizaciones de sociedad civil agrupadas en la Asociación Nacional de Centros (ANC), la Comisión Especial de los Derechos de la Mujer creada al interior del Ministerio de Justicia del Perú, siendo la primera vez que un ente público convocó formalmente a la sociedad civil organizada en tareas de política pública.
De 2000 a 2005, fue coordinadora de la Mesa de Concertación para la Lucha Contra la Pobreza de Lima Metropolitana. También fue consultora de UNICEF en temas de protección de los derechos de la infancia.
En 2006 fue compañera de fórmula del dirigente Javier Diez Canseco como candidata a la primera vicepresidencia de la República por el Partido Socialista, y candidata al Congreso de la República.
Actualmente se desempeña como Secretaria Ejecutiva de la ANC para la defensa y protección de los derechos civiles y catedrática universitaria en la Pontificia Universidad Católica del Perú y miembro de su Departamento de Ciencias Sociales desde1974. También es socia fundadora de la Red Científica Peruana e integrante del grupo de iniciativa de la Conferencia Nacional de Desarrollo Social (CONADES).